# آدنوم
آدنوم یا آدنوما (به انگلیسی: Adenoma) به تومور خوش‌خیم با منشأ بافت غددی گفته می‌شود. این تومور در غددی مانند هیپوفیز، کولون، کبد، تیروئید، پاراتیروئید، غده فوق کلیوی و… تشکیل می‌شود. علائم آن اغلب ناشی از فشار بر بافتهای مجاور و ترشح هورمونهای مربوط به بافت منشأ می‌باشد. مثلاً آدنوم هیپوفیز با فشار بر بافتهای مجاور موجب تاری دید و سردرد شده و با ترشح هورمون رشد منجر به درشت‌پایانکی (آکرومگالی) می‌شود.
آدنوما اصولاً خوش‌خیم است ولی ممکن است بافت تومورال بدخیم نیز باشد. به تومور بدخیم با منشأ بافت غددی آدنوکارسینوم می‌گویند. گاه توده‌های آدنومی بعد از چند سال به کارسینوم مبدل می‌شوند مانند سرطان روده بزرگ.

## جدول بافت‌شناسی
| بافت‌درگیر  | نوع هایپرپلازی | اصطلاح پزشکی |
| ---------- | -------------- | ------------ |
| اپیتلیوم   | خوش‌خیم         | پاپیلوما     |
| اپیتلیوم   | بدخیم          | کارسینوما    |
| بافت همبند | خوش‌خیم         | --           |
| بافت همبند | بدخیم          | سارکوما      |
| غدد        | خوش‌خیم         | آدنوم        |
| غدد        | بدخیم          | آدنوکارسینوم |